# Distretto di Mueang Chan
Il distretto di Mueang Chan (in thailandese: เมืองจันทร์) è un distretto (amphoe) della Thailandia, situato nella provincia di Sisaket.